# 維德角國家圖書館

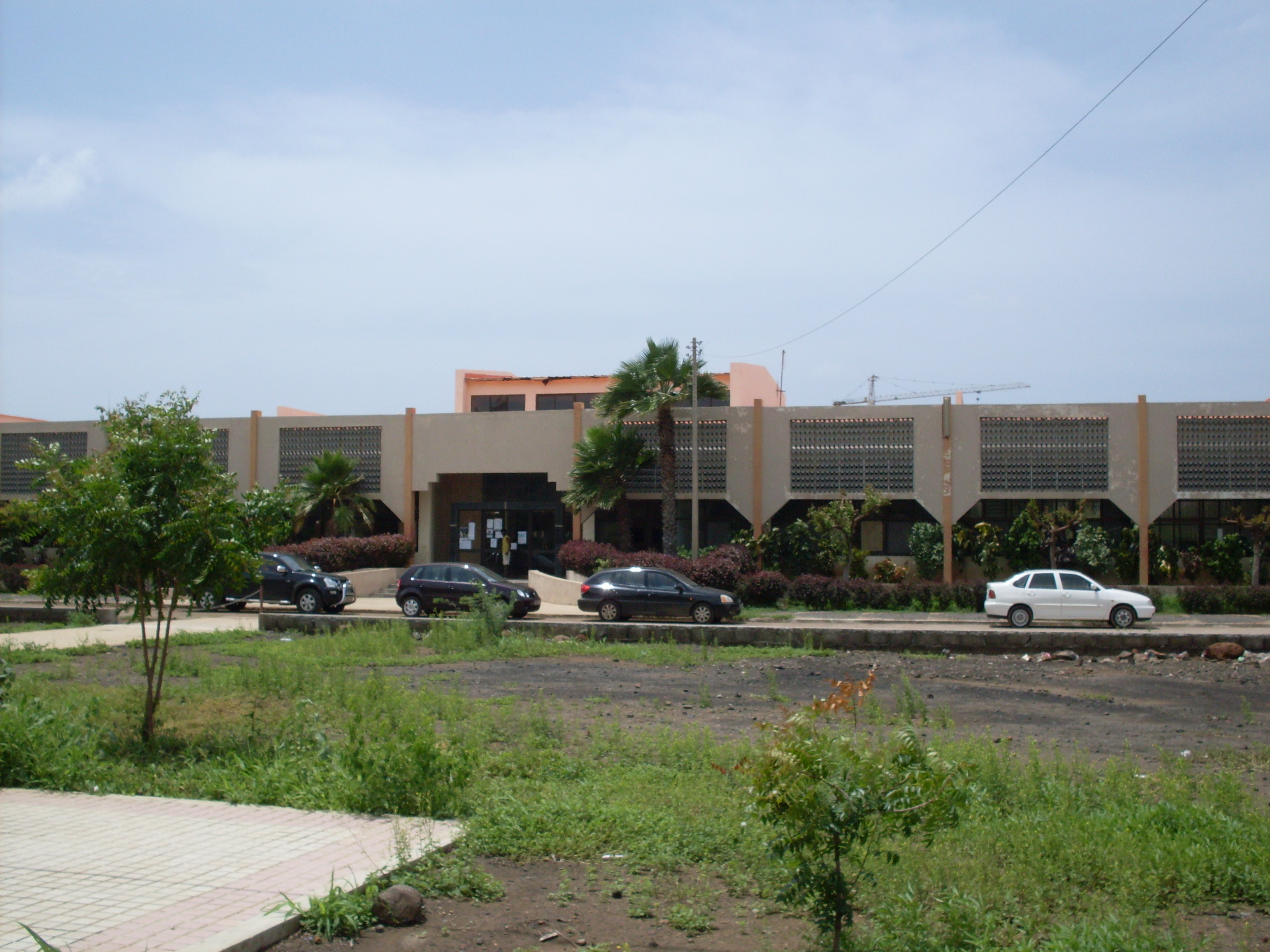
維德角國家圖書館

維德角國家圖書館（葡萄牙語：Instituto da Biblioteca Nacional e do Livro）是維德角的國家圖書館，位於首都培亞。維德角國家圖書館於1999年開館，圖書館保存著國家書目、國家歷史檔案和論文庫，同時也作為服務培亞市民的公共圖書館使用，目前館藏約30,000冊。

## 外部連結
- 維德角國家圖書館 （葡萄牙文）